# Аракс (станція)
Аракс — станція Південнокавказької залізниці, розміщена на дільниці Гюмрі — Масіс між станціями Даларік (відстань — 7 км) і Армавір (11 км). Відстань до ст. Гюмрі — 95 км, до ст. Масіс — 45 км.
Розташована в Мяснікяні (марз Армавір).
Відкрита в 1902 році.